# Praeparatio evangelica
Praeparatio evangelica (lit. "Preparação para o Evangelho", em latim; em grego: Εὑαγγελικὴ Προπαρασκευή) é uma obra de Eusébio de Cesareia que tenta provar a excelência do cristianismo sobre as religiões e filosofias pagãs. A Praeparatio consiste em quinze livros que foram completamente preservados. Eusébio considerou-o como uma introdução ao cristianismo para pagãos. O seu valor para muitos leitores tardios é devido sobretudo a Eusébio ter lá colocado informação que não está registada em mais nenhum texto, nomeadamente:
- só aí se encontra um resumo dos escritos do sacerdote fenício Sanconíaton, cuja precisão tem sido mostrada pelos relatos encontrados em tabelas na língua ugarítica.
- só aí se encontra um relato do sexto livro de Diodoro Sículo sobre a viagem de Evémero à ilha de Pancaia, onde Evémero descreve ter encontrado a verdadeira história dos deuses.
- só aí se encontram os escritos preservados do filósofo platonista Ático e muito mais.

O trabalho foi usado por Giovanni Pico della Mirandola (1463–1494) como recurso para o seu conhecido texto Discurso de Giovanni Pico della Mirandola, Príncipe da Concórdia.
O termo também designa a doutrina da Igreja primitiva, praeparatio evangelica, como preparação para o Evangelho para culturas que ainda não ouviram a mensagem de Cristo. Neste ponto de vista, Deus já semeou as culturas mais antigas com ideias e temas que virão a concretizar-se através da interpretação em contexto totalmente cristão.